# Este di San Martino

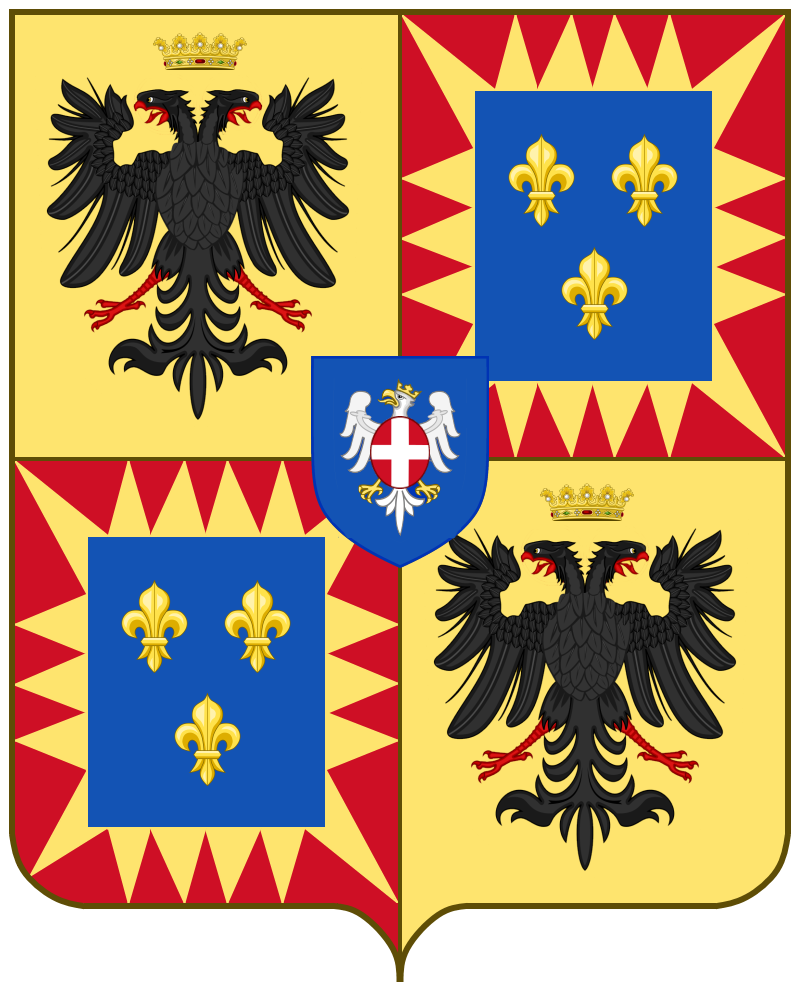
Stemma Este di San Martino

La dinastia degli Este di San Martino, anche detta linea sigismondina, ebbe inizio nel 1490 come ramo cadetto del casato degli Este e si estinse nel 1752, in seguito alla morte di Carlo Filiberto II d'Este (1678-1752) senza prole maschile. 
Gli Este di San Martino, nel corso di oltre due secoli e mezzo, ricoprirono importanti ruoli politici e militari e ricevettero prestigiose onorificenze da parte di sovrani italiani ed europei.

## Storia

### Origine
Il ramo principale degli estensi entrò in possesso di San Martino in Rio nel XV secolo, quando Niccolo III d’Este (1383-1441) cacciò la famiglia dei Roberti. Il territorio passò prima nelle mani del figlio Leonello (1407-1450), nato fuori dal matrimonio ma legittimato da papa Martino V nel 1429, e poi dell’altro discendente naturale Borso, che nel 1452 fu insignito da Federico III del titolo di duca di Modena e Reggio.

### Ascesa
Dopo la morte di Borso nel 1471, il giovane figlio di Leonello, Niccolò, scatenò una guerra familiare con il nuovo duca, Ercole I, il quale poté contare sul supporto militare del fratello. Sigismondo, che fu ricompensato con cariche importanti e ruoli prestigiosi. 
Sul finire di gennaio del 1490, il conte di Scandiano e Capitano di Reggio, Matteo Maria Boiardo secondo le disposizioni ricevute dal duca Ercole I, investì Sigismondo di giurisdizione sul territorio di San Martino in Rio; di lì a pochi giorni il Capitano di Modena, Niccolò Ariosto, padre di Ludovico Ariosto, con analoghe disposizioni, ricevute parimenti dal Duca di Ferrara, investì Sigismondo delle giurisdizioni di Campogalliano, Castellarano, San Cassiano e Rodeglia.
L'11 maggio 1501 e successivamente nel 1505, il duca Ercole I gli riconferma la signoria e la piena giurisdizione sui territori concessi nel 1490.
Sigismondo I d'Este ebbe nove figli (naturali tutti): Rizzarda, Lucrezia, Bianca, Diana, Gurone, Ercole (che acquisì il titolo di signore di San Martino in Rio alla morte del padre), Laura, Girolama e Taddea.

### XVI secolo

#### Ercole d'Este (1470c-1523)
Ercole d'Este instaurò un forte legame con Milano, sposando Angela Sforza e ottenne da Gian Galeazzo Maria la cittadinanza milanese
Sul finire del XV secolo, ottenne dal Duca di Milano, i titoli di conte di Corteolona e di Signore del Vicariato di Belgioiso; questi territori provenivano dall'eredità di Angelo Simonetta, avo di sua moglie Angela Sforza.
Nel 1510, diventò governatore di Modena . Sigismondo ebbe due figli: Lucrezia a Sigismondo II, che nel 1523, dopo morte del padre, ereditò i suoi titoli

#### Sigismondo II d'Este (†1561)
Nel 1524 Sigismondo II d'Este ottenne da Ercole II la conferma dei privilegi concessi al nonno nel 1490. Sigismondo iniziò la sua carriera al servizio dell'esercito spagnolo, combattendo al fianco di Emanuele Filiberto di Savoia, e instaurò con gli Asburgo un rapporto privilegiato. Nel 1551 con un diploma Carlo V conferì a lui e ai suoi discendenti, la cittadinanza di Milano, Pavia e Lodi, gli concesse inoltre di usare l'arma gentilizia dell'Impero e l'autorizzazione a fregiare il suo stemma con le aquile bicipiti  L'Asburgo conferì al signore di San Martino in Rio, poco prima della sua morte, la carica di governatore di Pavia.
Nel 1533 sposò Giustina Trivulzio (...-1590), che portò in dote i territori di Borgomanero e Porlezza. 

#### Giustina Trivulzio (†1590), Filippo I d'Este (1537-1592) e gli altri figli

##### Giustina Trivulzio, moglie di Sigismondo II d'Este
Giustina era figlia di Paolo Camillo Trivulzio e di Barbara Stanga. Dopo la morte del marito fu proprio lei a prendere in mano le redini della famiglia e a governare terre di famiglia insieme al primogenito maschio Filippo. Giustina visse buona parte della sua vita presso la Rocca di San Martino in Rio ma si spostò spesso a Milano, a causa di una serie di vertenze agricole nell'area della bassa padana.
Nel 1565 commissionò all'artista Bernardino Campi (1522-11591) una tavola di ispirazione religiosa, la Madonna con il Bambino e i santi Paolo, Barbara e Giovannino.

##### Filippo I d'Este
Filippo I d'Este, dopo un'infanzia presso la corte ferrarese, entrò al servizio di Emanuele Filiberto di Savoia, dal quale ricevette il collare della Santissima Annunziata nel 1569 e altri prestigiosi incarichi. 
Il 20 gennaio 1570 sposò a Torino, Maria di Savoia, figlia legittimata del Duca di Savoia, Emanuele Filiberto, ponendo le basi per un importante legame tra le due famiglie. I due ebbero cinque figli: Beatrice Matilde, Carlo Filiberto, Sigismondo, Alfonso e Margherita. Grazie a questa unione gli Este di San Martino entrarono in possesso di Crevacuore, sostituito poi con il territorio di Lanzo, eretto in Marchesato nel 1580.
Filippo fu uno dei principali fautori del partito filospagnolo presso la corte sabauda e, soprattutto a partire dal ducato di Carlo Emanuele I di Savoia, succeduto al padre nel 1580, consolidò i suoi legami con la Spagna.  Egli, inoltre, prese parte alle principali azioni militari intraprese dal nuovo duca di Savoia che, forte del matrimonio con l'Infanta Caterina d'Asburgo, inseguì due obiettivi in particolare: Ginevra e il Marchesato di Saluzzo.
Nel corso della sua vita entrò in contatto con illustri letterati e filosofi. A Torino ospitò presso la sua dimora Torquato Tasso, dietro raccomandazione del cardinale Luigi d'Este, che gli dedicò una serie di opere e instaurò un rapporto di amicizia con Battista Guarini, ambasciatore estense e autore del dramma pastorale Il pastor fido.
Negli anni Novanta del Cinquecento si aprì la controversa questione dell'eredità del ducato estense. In assenza di eredi, Alfonso I d'Este pensò di puntare su Filippo d'Este, al quale nel 1575 concesse il titolo di marchese di San Martino in Rio. Il clima era piuttosto favorevole in quanto il pontefice in carica, Gregorio XIV, era fratello di Paolo Sfondrati, marito della sorella di Filippo Sigismonda. Le trattative però non ebbero l'effetto sperato e, inoltre, il duca d'Este preferì Cesare d'Este della linea alfonsina. Filippo morì il 12 dicembre 1592.

##### Barbara d'Este Trivulzio (1553-1596)
Nel 1551 sposò il conte Francesco Trivulzio di Melzo e trascorse la maggior parte della sua vita a Milano, in particolare risiedeva presso un palazzo in via Rugabella. Nel 1578 rimase vedova e dovette occuparsi sia della sua famiglia di origine che dei territori acquisiti dal matrimonio con il Trivulzio. Dal 1580 si prese cura dei nipoti, a causa della morte di Maria di Savoia, che accolse presso la sua dimora milanese.
A Milano frequentava le botteghe degli artigiani, commissionò ad esempio una livrea in occasione delle nozze tra Carlo Emanuele di Savoia e Caterina d'Asburgo; probabilmente si occupò anche della carrozza che la sposa utilizzò per l'ingresso trionfale a Torino.

##### Sigismonda d'Este Sfondrati (1534-...)
Sigismonda fu promessa in sposa al barone Paolo Sfondrati (1538-1587), membro dell'alta aristocrazia cremonese e fratello di papa Gregorio XIV. Fu la madre Giustina a combinare il matrimonio: secondo gli accordi Paolo avrebbe dovuto ricevere una dote di 10 mila scudi ma, almeno fino al 1557, sembrerebbe averne ricevuta solo metà.

### XVII secolo

#### Discendenti di Filippo I d'Este

##### Carlo Filiberto I d'Este (1571-1652)
Il titolo di marchese di San Martino in Rio passò nelle mani di Carlo Filiberto. Per Clinio Cottafavi questo fu un periodo di grande splendore della storia sanmartinense: nel 1617 fu consacrata la collegiata, nel 1610 entrarono in vigore i capitoli del monte di pietà e nel 1618 le Constituzioni delle giurisdizioni di San Martino in Rio, Castellarano e Campogalliano. Tra il 1606 e il 1644 la carica di podestà di San Martino fu ricoperta dal fratello Francesco.
Dopo aver trascorso la giovinezza presso la corte spagnola, Carlo Filiberto entrò al servizio di Carlo Emanuele I di Savoia, che nel 1602 gli conferì il collare dell'Annunziata. In seguito alla rottura dei rapporti tra il duca e gli Asburgo, tuttavia, l'estense decise di appoggiare il nuovo sovrano spagnolo Filippo III e nel 1606 si trasferì in Spagna. Sposò Luisa Cardenas e fu ricompensato con ruoli politici e militare di grande prestigio, come ad esempio il Toson d'Oro. L'imperatore gli conferì inoltre il titolo (non ereditabile) di principe del Sacro Romano Impero e, nel 1635, ricevette dalla camera ducale il feudo di Santa Cristina.

##### Sigismondo d'Este (1572-1628)
Sigismondo d'Este, invece, ereditò il marchesato di Lanzo e continuò a prestare fedelta ai Savoia. Il duca Carlo Emanuele lo nominò capo della nobiltà, generale di cavalleria, gran Ammiraglio dell'ordine dei Santi Maurizio e Lazzaro, Cavaliere dell'Annunziata e Governatore e Luogotenente generale degli Stati al di là dei Monti. Sposò Francesca Charledes d'Antel, i due ebbero tre figli: Filippo Francesco, Carlo Emanuele e Cristina.

##### Alfonso d'Este (1573-1623)
Alfonso d'Este fu l'unico esponente del casato a ricoprire un ruolo religioso di grande prestigio, diventando cavaliere dell'Ordine di Malta. Per potervi accedere era necessario superare una rigidissima procedura di verifica, che si inasprì nel corso dei secoli. Ai candidati, ad esempio,veniva richiesto di presentare prove documentarie che certificassero le proprie origini.

#### Discendenti di Sigismondo di Filippo I d'Este

##### Filippo II Francesco d'Este (1618-1652)
Filippo II ereditò dapprima il marchesato di Lanzo e alla morte senza eredi dello zio Carlo Filiberto I, divenne anche marchese di San Martino in Rio.
Grazie al rapporto privilegiato con i Savoia, Filippo sposò Margherita, figlia naturale del duca Carlo Emanuele, ricevendo 42 mila scudi di dote ed ottenendo il territorio Dronero del quale divenne marchese.

##### Carlo Emanuele d'Este (1622-1695)
Al secondo figlio maschio di Sigismondo toccarono invece i territori di Borgomanero e Porlezza e il vicariato di Belgioioso. Nell'atto di cessione dei feudo di Porlezza, Carlo Emanuele dovette impegnarsi a prestare giuramento solo al re di Spagna e, dunque, a rinunciare ad ogni giuramento del padre. Nel 1653 inoltre, scomparso il fratello Filippo, fu costretto a recedere il feudo piemontese di Lanzo, in cambio dell'investitura su Porlezza, Borgomanero e il vicariato di Belgioioso.
Nel 1643 Carlo Emanuele d'Este divenne capitano di un reparto della cavalleria equipaggiata dell'esercito spagnolo in Lombardia e, dal 1656, sergente generale di battaglia dell'esercito imperiale a Milano (giunto in soccorso della Spagna). La vicinanza al conte di Fuensaldaña fu particolarmente importante perché gli permise di acquisire il comando delle truppe tedesche al servizio degli spagnoli.  A Carlo Emanuele furono affidati anche missioni diplomatiche molto importanti a Londra e Vienna; inoltre ebbe il compito di provvedere alla protezione del principe Eugenio di Savoia presso la corte imperiale.
L'estense sposò Paola Camilla Mariani ed ebbe un solo figlio maschio, omonimo del nonno, Carlo Filiberto II (1646-1714). Quest'ultimo, invece, generò solamente un figlio naturale, che prese a sua volta il nome del nonno, Carlo Emanuele, al quale fu attribuito solamente il titolo onorifico di Marchese di Santa Cristina.

### XVIII secolo

#### Discendenti di Filippo II Francesco d'Este

##### Sigismondo III Francesco d'Este (1647-1732)
Sigismondo III ereditò il titolo di marchese di San Martino in Rio, dove si trasferì insieme alla madre Margherita di Savoia. Nel 1695, in quanto rappresentante del ramo principale della famiglia estense, fu inviato dal duca Rinaldo presso Leopoldo I per ottenere l'investitura dei ducati di Modena e Reggio. Partecipò alla guerra di successione austriaca offrendo i suoi servigi militare a Carlo VI. Assicurò la discendenza grazie ai figli avuti in seguito alle nozze con Teresa Grimaldi: Aurelia, Maria, Alfonso, Carlo Filiberto, Matilde e Francesco Filippo.

##### Carlo Filiberto d'Este (1649-1703)
Figlio minore di Filippo II, Carlo Filiberto ereditò dal padre Filippo II Francesco d'Este, il Marchesato di Dronero, divenendo il capostipite della breve linea degli Este-Dronero, che si estinguerà nel 1734 alla morte del figlio Gabriele d'Este senza eredi maschi. L'eredità degli Este di Dronero fu al centro di un lungo contenzioso tra i Doria del Maro e i Birago di Vische, risolto in favore di questi ultimi con l'investitura del Marchesato di Dronero del 13 giugno 1737.
Nel 1697 fu inviato (insieme al figlio Gabriele) in Savoia, in qualità di governatore e fu insignito della carica di luogotenente generale degli eserciti della casa di Savoia. Sposò Teresa Mesmes De Marolles, figlia di Francesco di Marolles marchese di Casazza, ed ebbe tre figli: Delfina e Cristina, che divennero monache; e Gabriele Francesco.

#### Gabriele Francesco (1673-1734) di Carlo Filiberto, Marchese di Dronero
Gabriele Francesco, come il padre, entrò al servizio della corte sabauda. Nel 1701 ricoprì le cariche di colonnello dell'esercito piemontese a Scandolara e poi di comandante del reggimento di fanteria a Vercelli. Nel 1704, nel pieno della guerra di successione spagnola, tuttavia, spinto dalla nuova alleanza del duca Vittorio Amedeo II con l'Impero e la conseguente rottura con Francia e Spagna, decise di abbandonare il ruolo di comandante. Il timore di perdere i territori e i beni nell'area milanese lo portò a prendere questa scelta e a rifugiarsi a Genova. Poté rientrare a Milano solo dopo l'esito positivo della battaglia di Torino. Nel 1709 si recò a Barcellona dove re Carlo VI d'Asburgo gli conferì il titolo di sergente generale di battaglia e di colonnello del primo reggimento di fanteria.
Nel 1723 Carlo VI lo nominò consigliere intimo di stato e nel 1725 soprintendente generale delle fortificazioni dello stato di Milano. Morì nel 1734 a Castelfranco Bolognese a causa di una ferita che si procurò in occasione della battaglia di Parma.
Gabriele d'Este sposò (segretamente) Colomba Cobianchi, figlia di un avvocato pavese. I due ebbero due figlie: Teresa e Orsola Vittoria.

#### Discendenti di Sigismondo III Francesco d'Este

##### Francesco Filippo d'Este (1673-1735?)
Il primogenito Francesco Filippo d'Este, conosciuto come il Marchese di San Giuliano, trascorse buona parte della sua vita a Corteolona. La promessa sposa (mancata), Luigia Serbelloni, era della nobile ed influente famiglia dei Serbelloni.

##### Matilde Aurelia Maria d'Este Gonzaga (1675-1732)
Dopo la scomparsa del marito Camillo III Gonzaga di Novellara nel 1728, Matilde ritornò presso la dimora del padre. Morì a Novellara il 2 marzo 1732.

##### Aurelia d'Este (1683-1719)
Aurelia, figlia di Sigismondo III, viene ricordata nella genealogia del Litta per la sua inclinazione agli studi filosofici e alla poesia. Nel 1705 entrò a far parte delle sorelle d'Arcadia e degli Accademici Innominati di Brà in Piemonte. A lei Paolo Mattia Doria dedicò i suoi Ragionamenti del 1716. Acquisì il titolo di duchessa di Limatola in seguito all'unione con Francesco Maria Gambacorta.

##### Carlo Filiberto d'Este (1678-1752)
Alla morte del padre, nel 1732, ereditò il titolo di marchese di San Martino in Rio e gli altri titoli di famiglia, che ricoprì fino alla sua morte (nel 1752) che segnò l'estinzione per linea maschile del casato. Carlo Filiberto sposò Teresa di Valeriano Sfondrati ma, così come Gabriele Francesco d'Este, ebbe solo tre figlie femmine: Anna Ricciarda, Alfonsina Teresa e Maria Marina.